# Manuel Sánchez-Badajoz
Manuel Sánchez-Badajoz y Cano (Alcántara, Cáceres, 21 de agosto de 1892 - Córdoba, 8 de agosto de 1936) fue un político español, que ostentó la alcaldía cordobesa en 1936. Fue fusilado al comienzo de la guerra civil española.

## Biografía
Nacido en el seno de una familia de clase media, se trasladó a localidad de Brozas, localidad cacereña donde fue intermediario en compraventas de fincas, así como creador de la primera compañía de taxis de la localidad. Allí estudió las oposiciones a funcionario del cuerpo de Correos. Se casó con Carmen Santacruz Clemente. 
De ideología socialista, se afilió al Partido Socialista Obrero Español (PSOE) y a la Federación de Trabajadores de la Tierra (FETE) de la UGT. Fue designado alcalde de Brozas con la llegada de la Segunda República, para ser destituido después en 1933, tras el cambio de gobierno. En Brozas fundó la Agrupación Socialista de la zona.
Es destinado a Córdoba como miembro de Correos, sumándose pronto a la agrupación socialista local, donde pronto impresionó por sus dotes, que le llevaron a participar en las listas del Frente Popular a las elecciones de 1936. Dada su condición de hombre próximo a las tesis más izquierdistas del PSOE representadas por Largo Caballero, la propuesta para ocupar la alcaldía de la ciudad no cuajó hasta marzo en que, finalmente, se llegó a un acuerdo entre los representantes municipales y el gobernador civil (perteneciente a Unión Republicana). Fue investido el día 23 de marzo. Durante su corto mandato municipal, Sánchez Badajoz intentó llevar a cabo algunos proyectos que no lograron prosperar. Además, el diario conservador Guión organizó una campaña mediática contra Sánchez-Badajoz.
Conocido el intento de golpe de Estado que dio lugar a la Guerra Civil, el mismo día 18 de julio trató de organizar la resistencia desde el propio Gobierno Civil, debiendo refugiarse más tarde en el edificio municipal. Apenas unas horas después, viendo lo inútil de su resistencia, debió abandonar el Ayuntamiento disfrazado de bombero.
Sánchez-Badajoz logró refugiarse en la conocida como Huerta de los Aldabones en la Ronda del Marrubial, propiedad del bombero y dirigente socialista José Díaz, junto a los políticos Pedro León Fernández, Pedro Ruiz Santaella, Copado Moyano, y el diputado Vicente Martín Romera. Sin embargo, el 5 de agosto todos ellos fueron detenidos por la Guardia Civil después de haber sido delatados. Sánchez-Badajoz fue fusilado el 7 de agosto de 1936 junto a Ruiz Santaella y otras siete personas.
Sus restos mortales reposan en el cementerio de Nuestra Señora de la Salud de Córdoba.